# Nordbad (Erfurt)

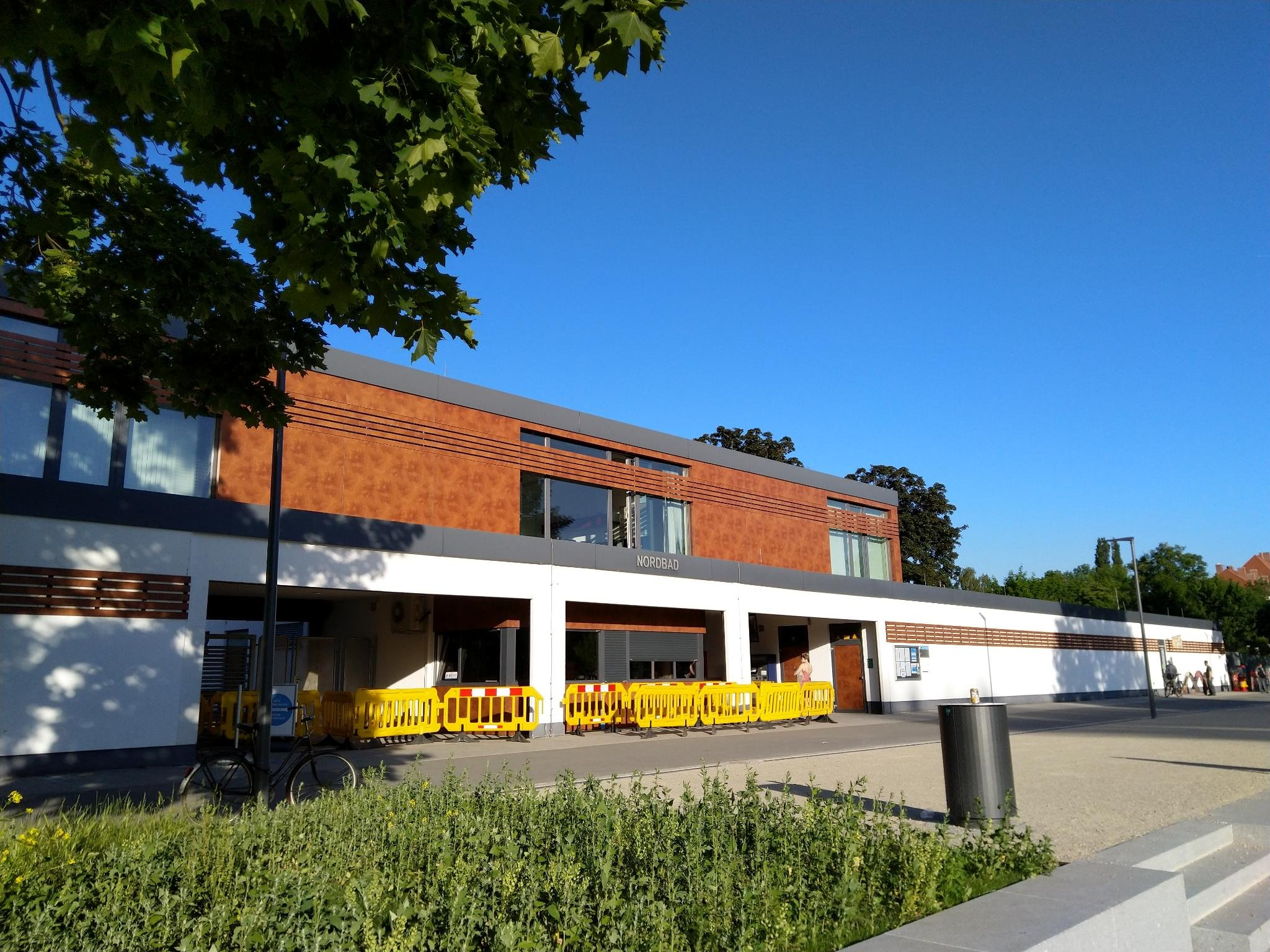
Eingangsgebäude

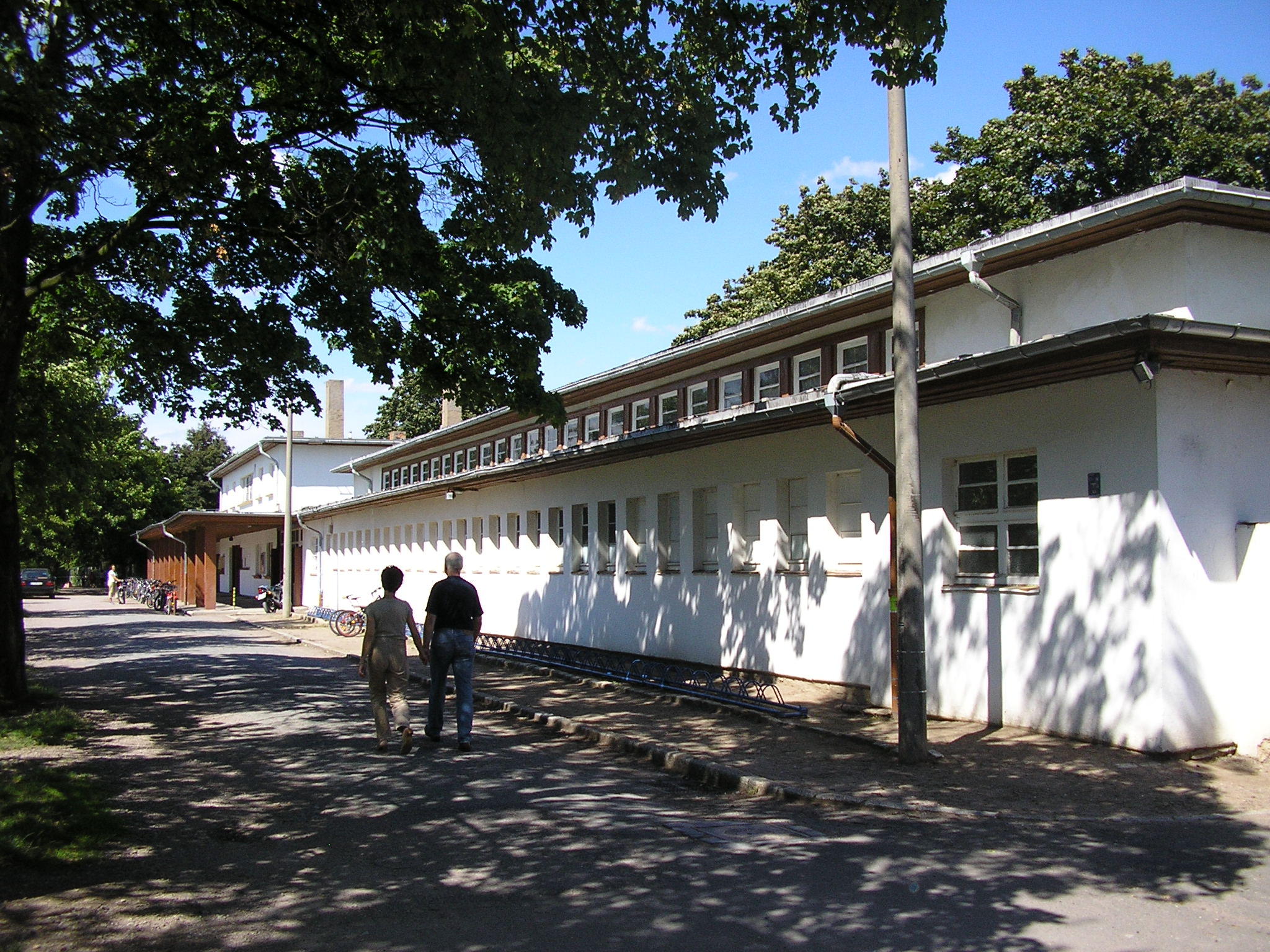
Altes Eingangsgebäude vom Park

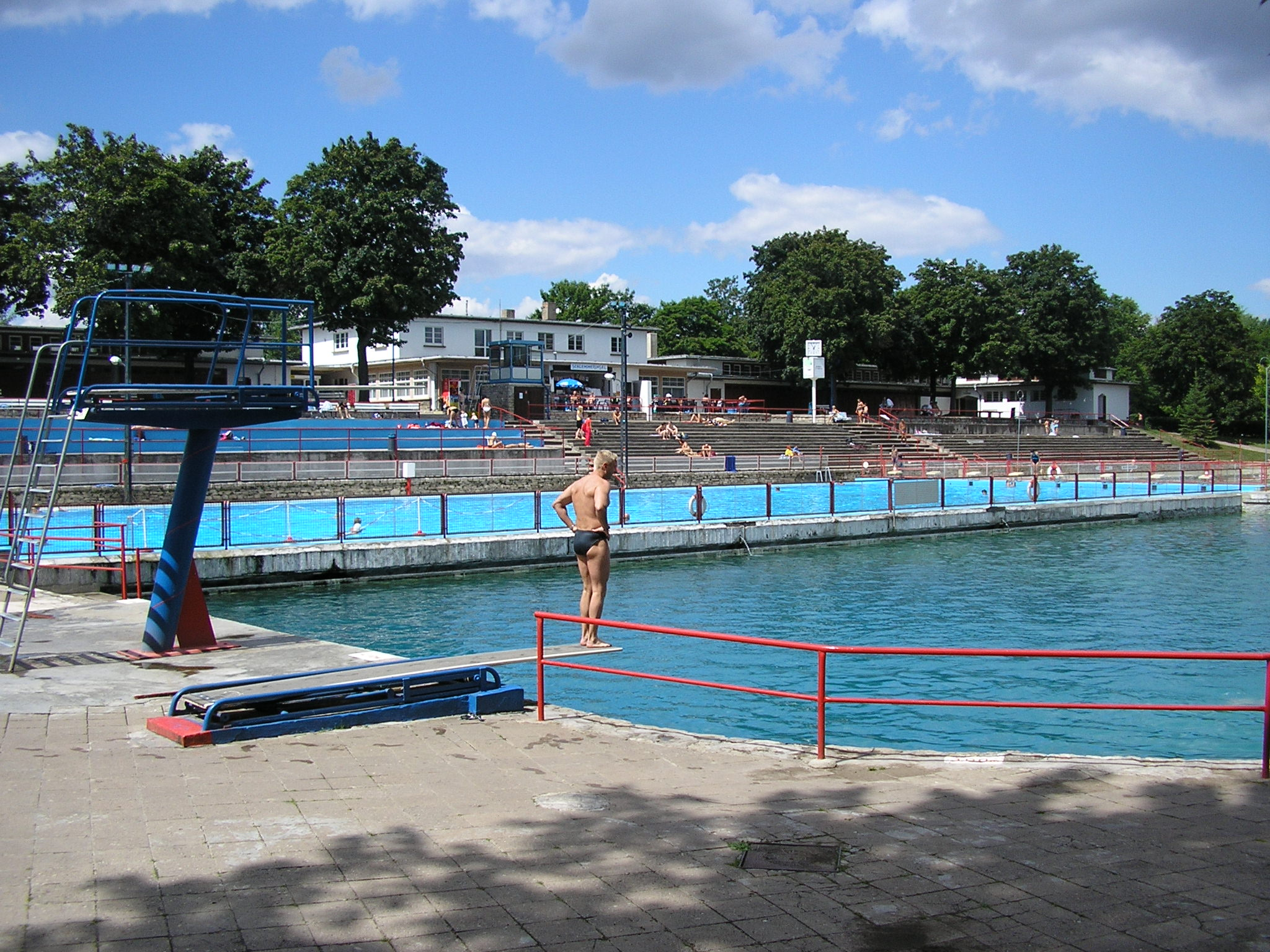
Gesamtansicht von Osten (alt)

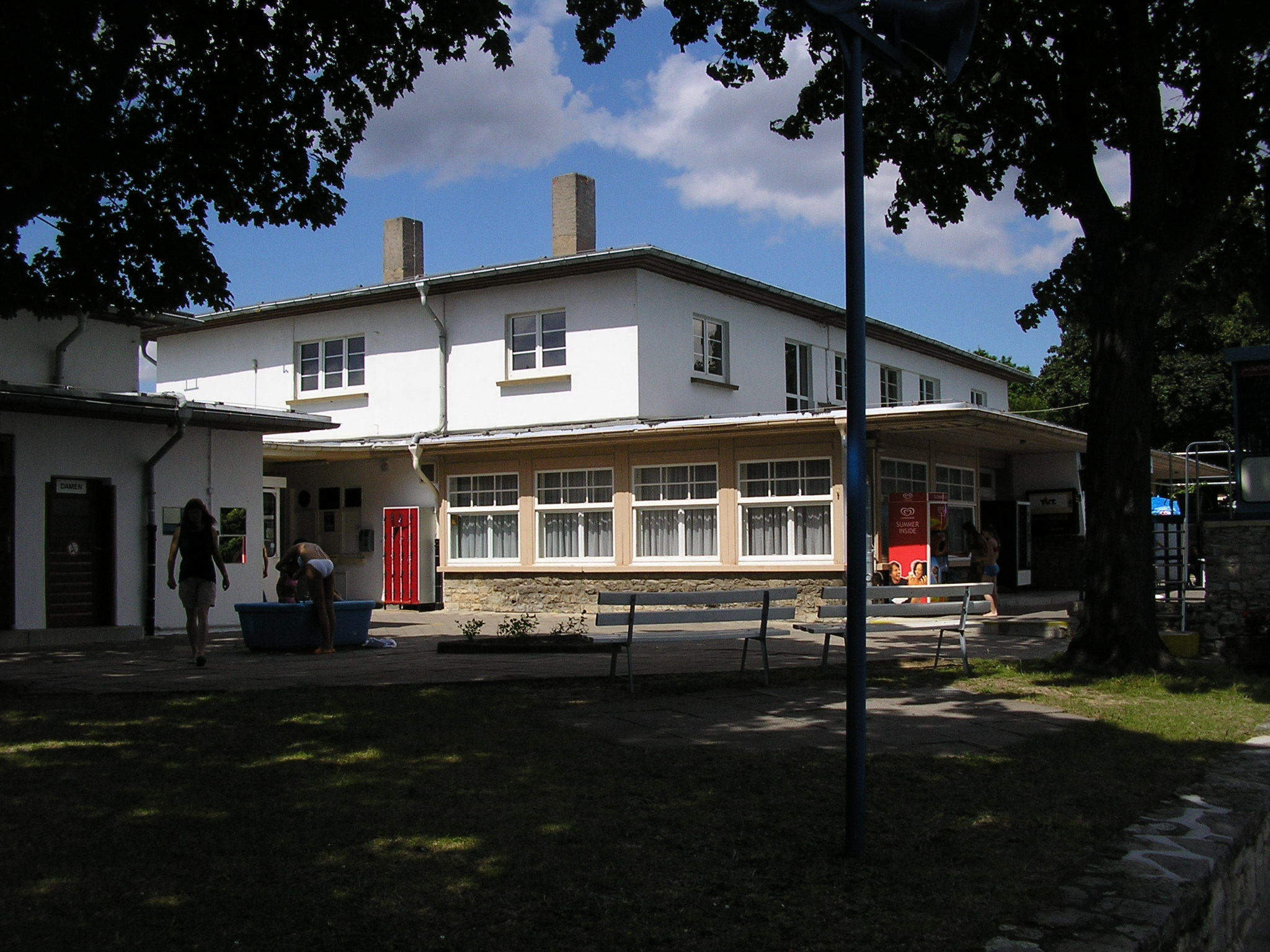
Mittelbau mit ehemaliger Gaststätte

Das Nordbad ist ein Freibad in Erfurt. Es stammt aus den 1920er Jahren und war damals eines der größten und modernsten Freibäder Deutschlands. Im Jahr 2006 wurde es wegen baulicher Mängel geschlossen und nach Sanierung 2010 wiedereröffnet. Das Bad besitzt ein beheiztes 50-Meter-Sportbecken, ein beheiztes Nichtschwimmerbecken mit Rutschen und Strömungskanal, ein separates Sprungbecken mit Ein-Meter-Brett und einem 3- bzw. 5-Meter-Sprungturm, sowie ein Kleinkinderbecken. Es liegt nördlich des Gründerzeitgürtels in einem Bogen der Gera am Rand des Nordparks. Vor dem Eingangsgebäude verläuft der Gera-Radweg.

## Architektur
Die ursprüngliche Architektur des Nordbades war typisch für die Reformbewegung der 1920er Jahre und basierte auf den Ideen des niederländischen Expressionismus, der Stuttgarter Schule und des Weimarer Bauhauses. Zum Nordpark hin zeigte es sich als ein 114 m langes, symmetrisches Gebäude mit ausladenden flachgeneigten Dächern, horizontalen Gesimsen und Fensterreihen in Anlehnung an die Prinzipien der Prairie Houses des amerikanischen Architekten Frank Lloyd Wright. Der zweigeschossige Mittelbau beinhaltete im Erdgeschoss den Kassenbereich und ein Restaurant, das zur Badseite hin voll verglast war, und im Obergeschoss eine Wohnung. Parkseitig war ihm eine flachgedeckte Pfeilerhalle vorgelagert. Rechts und links waren die Umkleidehallen für Frauen und Männer untergebracht, die durch Oberlichter nach dem Vorbild des Hauses am Horn in Weimar belichtet waren. An deren Enden schlossen sich zur Badseite rechtwinklig abknickende Seitenflügel für die Duschräume an, die eine obere Liegeterrasse umfassten. Die Außenwände waren glatt verputzt und weiß gestrichen, die Dachüberstände waren waagerecht mit Holz verschalt. Die Fenster hatten eine Holzsprossenteilung mit liegenden Scheibenformaten.
Das zirka 100 m lange und 55 m breite Schwimmbecken war axial zum Eingangsgebäude angeordnet und lag einige Meter tiefer, wobei der Höhenunterschied durch eine 12-stufige Tribünenanlage mit 4 Treppen überwunden wurde. Es war aus Kalkbruchsteinen erbaut.
Aufgrund seiner Einzigartigkeit war das Nordbadgebäude als Kulturdenkmal nach Thüringer Denkmalschutzgesetz ausgewiesen und gehörte zu den wichtigsten Beispielen des Neuen Bauens in Erfurt.

## Geschichte
Bereits vor dem Ersten Weltkrieg wurde nördlich der vor allem von Arbeiterfamilien bewohnten Andreasvorstadt und der Johannisvorstadt mit dem Bau eines „Kaiser-Wilhelm-Parkes“ zur Verbesserung der Lebensverhältnisse begonnen. Als „Nordpark“ wurde das Projekt nach 1919 weitergeführt. Im August 1921 richtete der Erwerbslosenausschuss ein dringendes Gesuch an den Magistrat der Stadt Erfurt, zur Bekämpfung der Arbeitslosigkeit unverzüglich größere Bauprojekte in Angriff zu nehmen. Man einigte sich darauf, im Nordpark eine großzügige moderne Schwimmanstalt mit einem 100 m langen Schwimmbecken und „Sonnen- und Luftbad“ zu bauen. Die Planung lag in den Händen der Stadtverwaltung. Zur Finanzierung trugen auch die Sportbewegungen der „Freien Schwimmer“ und der „Freien Turnerschaft“ durch den Verkauf von Bausteinen bei.
1923 wurde mit den Erdarbeiten begonnen, wobei durchschnittlich 100 Mann beschäftigt waren und 60.000 m3 Erdreich bewegt wurden, um die Grube für das Becken auszuschachten, einen Hochwasserschutzdamm gegen die Gera zu bauen und alte Kiesgruben zu verfüllen. Am 12. August 1925 folgten die Einweihung und provisorische Eröffnung des Nordbades. Bis Ende der Badesaison kamen 30.000 Besucher, im Folgejahr 370.000.

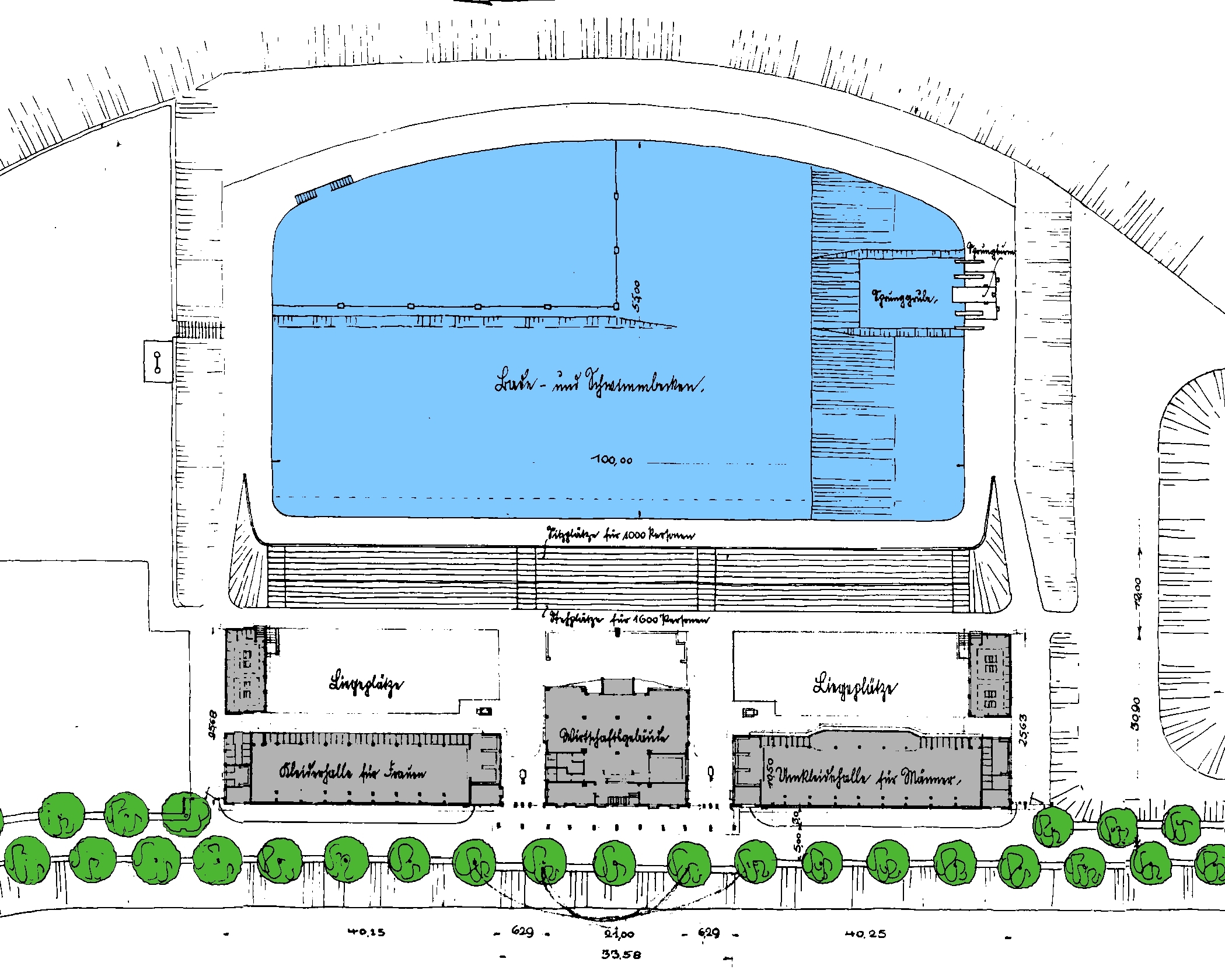
Grundriss von 1928

1929 wurden das Eingangsgebäude mit den Umkleideräumen für zirka 3500 Personen und die Tribüne für 3000 Zuschauer erbaut. Planung und Ausführung erfolgten durch das Städtische Hochbauamt unter Leitung von Johannes Klass durch seine Mitarbeiter Magistratsoberbaurat Paul Stegemann und Baurat Höck.
Als zweitgrößte Freibadanlage Deutschlands erlangte das Nordbad bald eine Bedeutung, die weit über den mitteldeutschen Raum hinausreichte. Es trug mit zahlreichen nationalen und internationalen Veranstaltungen dazu bei, Erfurt zu einer Hochburg des Schwimmsports zu entwickeln. So trainierten dort unter anderem der „SV Empor Erfurt“ und die „BSG Turbine“. Im Olympiajahr 1936 fand dort ein Schwimmwettkampf zwischen Deutschland und Großbritannien statt. Ende der 1940er Jahre bereitete die spätere Europameisterin Jutta Langenau im Nordbad ihre internationale Karriere vor.
1953 wurde vom großen Becken ein besonderes Sportbecken von 50 m Länge abgetrennt, da sich international das 50-m-Becken als Standard für Schwimmmeisterschaften durchsetzte. Ein paar Jahre später wurde ein Heizhaus gebaut, um das Sportbecken zu heizen.
1997 übertrug die Stadt Erfurt das Nordbad in die Verantwortung der Stadtwerke Erfurt, einer 100%igen Tochtergesellschaft der Stadt. Den Betrieb des Bades übernahm 2003, als Tochtergesellschaft der Stadtwerke Erfurt, die Thüringer Freizeit und Bäder GmbH (TFB). Im Jahr 2006 schloss die Thüringer Freizeit und Bäder GmbH, mit dem ehemaligen Erfurter Oberbürgermeister Manfred Ruge als Geschäftsführer, das Nordbad aufgrund umfangreicher technischer Mängel an den Wasserbecken und konfrontierte die Öffentlichkeit mit Plänen einer endgültigen Stilllegung.
Am 10. Mai 2007 gründete sich daraufhin ein Förderverein, der durch Unterschriftensammlungen und mehreren Demonstrationen im März 2008 einen Ratsbeschluss zur Erhaltung und Sanierung des Bades am jetzigen Standort durchsetzen konnte.
Allerdings beantragten die Stadtwerke, wie vom Stadtrat beschlossen, aus Kostengründen im Rahmen der Sanierung das denkmalgeschützte Eingangsgebäude abzureißen und erhielten von der Stadt Erfurt als Untere Denkmalbehörde im Sommer 2008 eine Abbrucherlaubnis. Dies hat zu Protesten seitens des Leiters der Denkmalfachbehörde Stefan Winghart, des Erfurter Geschichtsvereins und der Bevölkerung geführt. Im November 2008 wurde das Kulturdenkmal abgerissen. Am 24. Juni 2010 erfolgte die Wiedereröffnung der komplett neugebauten Anlage.